# Agastus
Agastus is een geslacht van kevers uit de familie van de loopkevers (Carabidae). De wetenschappelijke naam van het geslacht is voor het eerst geldig gepubliceerd in 1846 door Schmidt-Goebel.

## Soorten
Het geslacht Agastus omvat de volgende soorten:
- Agastus alternatus (Basilewsky, 1962)
- Agastus biseriatus Baehr, 1987
- Agastus congoanus (Basilewsky, 1960)
- Agastus fuscatus (Liebke, 1937)
- Agastus gabonicus (Mateu, 1970)
- Agastus hirsutus Baehr, 1985
- Agastus kivuanus (Basilewsky, 1960)
- Agastus lineatus Schmidt-Goebel, 1846
- Agastus nitidipennis Baehr, 2011
- Agastus ustulatus Gestro, 1875
- Agastus zuphioides (Alluaud, 1931)